# Lista de formatos de ficheiro gráfico
Em computação gráfica a forma computacional usada por determinada aplicação gráfica computacional software ficheiro informático que armazena informações para que a imagem existem programas para todo o tipo de demanda com imagens como por exemplo: elaboração de logotipos, criação de propagandas publicitárias, edição de fotos, e outros, que salvam os trabalhos em formatos de arquivos da empresa e formatos populares podendo haver confusão e usos equivocados de cada. cada um possui umacom tipos de compressão diferentes de pixels ou de vetores .

## Tabela de formatos
Alguns formatos de ficheiros, como por exemplo o PDF, permite imagens do tipo raster (mapa de bits) e do tipo vector (desenho vectorial), devido o uso da tecnologia PostScript, concebida para gerir ambos os métodos de representação de imagem.
Eis um resumo dos formato de arquivos gráficos mais comuns:
| Extensão   | Tipo MIME                      | raster / vector | Nome próprio                                | Descrição |
| .ai        | application /illustrator       | raster / vector | Adobe Illustrator Document                  | Formato vectorial do Adobe Illustrator. As primeiras versões suportavam apenas imagens vectoriais. É uma variante do Postscript tal como os formatos PDF, EPS e PS. |
| .art       | ?                              | raster          | ART                                         | ART é um formato proprietário do software cliente da America Online. Trata-se de uma única imagem gravada num ficheiro, gravada da internet, em que o programa escolhe o melhor método de compressão. |
| .art       | ?                              | ?               | Another Ray Tracer                          | Formato do pacote de programas VORT para Unix |
| .blend     | application/octet-stream       | raster          | Blender .blend File                         | Formato nativo do Blender |
| .bmp       | image/bmp                      | raster          | Windows Bitmap                              | Comumente usado pelos programas Microsoft Windows, e o pelo próprio sistema operador do Windows. Compressào sem perdas de informação pode ser especificada, mas alguns programas usam apenas arquivos não-comprimidos. |
| .cdr       | ?                              | raster / vector | Corel Draw Document                         | Arquivo nativo do Corel Draw. Suporta vetor, texto e imagens raster – tanto vinculadas (link), quanto incorporadas (embed). Dependendo da versão do cdr, este pode ser aberto diretamente pelo Illustrator. No Mac pode ser confundido com a extensão .cdr (DVD/CD-R Master Image), utilizada como "imagem" de disco. |
| .cgm       | image/cgm                      | vector          | Computer Graphics Metafile                  | Definido pelo padrão ISO 8632. Normalmente usado para desenhos complexos de engenharia, por exemplo, na aviação. |
| .cin       | image/cineon                   | raster          | Cineon                                      | Cineon é uma variante do formato DPX dirigido a filmes digitais. |
| .cpt       | ?                              | raster          | Corel Photo-Paint Image                     | Formato padrão do Corel Photo-Paint. Poucos programas suportam este formato. |
| .dpx       | image/dpx                      | vector          | Digital Picture eXchange file format        | DPX é um padrão ANSI/SMPTE (268M-2004) semelhante ao Cineon mas com cabeçalhos (headers) mais flexíveis e variáveis. Normalmente é usado para filmes, em que um digitalizador de película cinematográfica fornece saída neste formato ou uma máquina de filmar. Este ficheiro não armazena o som. |
| .dxf       | image/vnd.dxf                  | vector          | ASCII Drawing Interchange                   | Ficheiros de texto no padrão ASCII utilizados para armazenar dados de programas CAD. |
| .dwg       |                                | vector          | arquivo nativo do AutoCAD                   | AutoCAD DWG, Ficheiros de texto no padrão ASCII utilizados para armazenar dados de programas CAD. |
| .eps       | application /postscript        | raster / vector | Encapsulated PostScript                     | Formato com a finalidade de importar e exportar ficheiros PostScript. Ao invés do formato ".ps" não editável, destinado a saídas em impressoras. |
| .emf       | ?                              | vector          | Windows Enhanced Metafile                   | Versão avançada do Windows Metafile. |
| .exr       | image/exr                      | raster          | Extended Dynamic Range Image File Format    | OpenEXR é um formato Open Source e (HDR) desenvolvido pela Industrial Light & Magic. É destinado à indústria cinematográfica. |
| .fh*       | ?                              | vector          | Macromedia Freehand Document                | Formato nativo do Macromedia Freehand. O asterisco representa o número relativo à versão do software, como por exemplo, .fh4, .fh7, .fh11...). O FreeHand foi comprado pela Adobe e descontinuado, e foi recomendado a seus usuários utilizarem o Adobe Illustrator, que abre normalmente os arquivos de FreeHand, mas não salva neste formato. |
| .fla       | ?                              | vector          | Flash Source File                           | Formato nativo do Macromedia Flash, atual Adobe Flash. Ver também o formato ".swf". |
| .fpx       | image/vnd.fpx                  | raster          | Flashpix (1.0.2)                            | Não-comprimido / com perda de informação, 8-bit em tons de cinza & 24-bit em cores. Fornece múltiplas resoluções de cada imagem. |
| .gif       | image/gif                      | raster          | Graphics Interchange Format                 | Usado extensivamente na web, mas por vezes evitado devido a problemas de patente. Suporta imagens animadas. Suporta somente 255 cores por quadro, portanto requer quantização com perdas de informação para fotos full-color (16.7 milhões de cores); usar quadros múltiplos pode melhorar precisão de cores. Usa compressão sem perdas de informação, compressão LZW patenteada. A patente venceu em 2003. |
| .iff .ilbm | ?                              | raster          | Interchange file format / Interleave bitmap | Formato de arquivo popular no computador Amiga. ILBM é um subtipo do formato IFF, que pode conter mais que apenas imagens. |
| .jpeg .jpg | image/jpeg                     | raster          | Joint Photographic Experts Group            | Usado extensivamente para fotos na web. Usa compressão com perda de informação; a qualidade pode variar enormemente dependendo das definições de compressão. |
| .jpg2 .jp2 | image/jpeg2000                 | raster          | Joint Photographic Experts Group            | JPEG 2000 é um sucessor do JPEG, permitindo compressão com perda de dados (lossy) e sem (lossless). O suporte deste formato em programas ainda é pequeno. |
| .mng       | video/x-mng                    | raster          | Multiple-image Network Graphics             | Formato de animação que usa datastreams semelhantes àqueles de PNG e JPEG, originalmente designado para substituir o uso de GIF animado na web. Livre da patente associada ao GIF animado. |
| .pbm       | image /x-portable-bitmap       | raster          | Portable Bitmap Format                      | Um simples formato gráfico em preto de branco. Diferente da maioria de formatos de arquivos gráficos, um arquivo PBM é texto integral e pode ser processado por ferramentas de processamento de texto. É relacionado aos formatos de arquivo gráfico PGM (tons de cinza) e PPM (colorido). |
| .pcd       | image/jpcd ??                  | raster          | ImagePac Photo CD                           | Formato proprietário da Kodak, com perdas de informação, cores 24-bit. |
| .pdf       | application/pdf                | raster / vector | Portable Document Format                    | Formato concebido pela Adobe para suportar diversos elementos (inicialmente imagens raster, vetor e texto, na linguagem PostScript). Inicialmente ela lido apenas pelo software Adobe Acrobat Reader (versão gratuita) e depois pelo Adobe Acrobat Professional (versão paga usada inicialmente pela indústria gráfica). Permite múltiplas páginas e ligações (links). As últimas versões permitem ainda a inclusão de vídeo, 3D, preenchimento de formulários, entre muitas outras opções. É um formato de código aberto e a Adobe permite que programas de qualquer empresa gerem e leiam arquivos em PDF. Permite gravar arquivos comprimidos com e sem perda de qualidade. Formato largamente utilizado hoje em dia, tanto na indústria gráfica, como para distribuição de documentos pela internet, dada a compatibilidade (usuários de Mac, Windows e Linux verão o arquivo igualmente, se bem gravado). Muitos navegadores já exibem PDF de forma nativa. Alguns precisam de uma extensão ou plugin para isso. |
| .pgm       | image /x-portable-graymap      | raster / vector | Portable Graymap Format                     | Um simples formato em tons de cinza. Diferente da maioria de formatos de arquivos gráficos, um arquivo PGM é texto integral e pode ser processado por ferramentas de processamento de texto. É relacionado aos formatos de arquivo gráfico PBM (preto e branco) e PPM (colorido). |
| .pict      | image/pct ??                   | raster / vector | Picture                                     | Formato padrão utilizado para armazenar imagens nos sistemas operativos do Macintosh anteriores à versão OS X. |
| .png       | image/png                      | raster          | Portable Network Graphics                   | Formato de imagem bitmap (mapa de bits) comprimido sem perdas de informação, originalmente designado para substituir o uso de GIF na web. Livre de patente patent, que venceu em 2003, associado a GIF. |
| .ppm       | image /x-portable-pixmap       | raster          | Portable Pixmap Format                      | Um simples formato em tons de cinza. Diferente da maioria de formatos de arquivos gráficos, um arquivo PPM é texto integral e pode ser processado por ferramentas de processamento de texto. É relacionado aos formatos de arquivo gráfico PBM (preto e branco) and PGM (tons de cinza). |
| .ps        | application /postscript        | vector          | PostScript                                  | Formato destinado a saídas em impressoras, normalmente impressoras laser que suportem PostScript. |
| .psd       | application /x-photoshop       | raster          | Photoshop Document                          | Formato padrão da Adobe para documentos do Photoshop. Possui muitos recursos extras como image layering. Inicialmente era suportado por muito poucos programas fora o Adobe Photoshop. Hoje é suportado por todos os programas do pacote Adobe (CS ou CC) e também por softwares de outras empresas, como o Corel Draw, e diversos softwares da Apple e Microsoft. |
| .psp       | ?                              | raster          | Paint Shop Pro Document                     | Formato nativo do Paint Shop Pro, de forma similar ao .psd do Adobe Photoshop. Suportado por poucos programas. |
| .svg .svgz | image/svg+xml                  | vector          | Scalable Vector Graphics                    | Formato baseado no XML, definido pelo World Wide Web Consortium para ser utilizado em navegadores. |
| .skp .skb  | application /skechup           | vector          | SketchUp Format                             | Formato utilizado no programa Sketchup,da Google, que vem surgindo como uma ótima opção para modelagens em 3D nas áreas de Arquitetura, mecânica e até cinema, dentre outras. |
| .swf       | application /x-shockwave-flash | vector          | Flash                                       | Formato nativo e não editável do Adobe Flash, normalmente criado a partir do formato editável ".fla". Este formato armazena animações para serem visualizadas normalmente em páginas da internet, e pode ser criado em outros programas que o suportem. |
| .tiff .tif | image/tiff                     | raster          | Tagged Image File Format                    | Usado extensivamente para gráficos tradicionais impressos. Compressões com e sem perdas de informação disponíveis (LZW, ZIP e JPEG) assim como outras opções, apesar de muitos programas não suportarem essas opções para além do padrão TIFF. |
| .wbmp      | image /vnd.wap.wbmp            | raster          | Wireless Application Protocol Bitmap Format | Utilizado para armazenar imagens em dispositivos sem fios (wireless), normalmente em telemóveis (ou celular no Brasil) com câmara fotográfica. |
| .wmf       | image/x-wmf                    | vector          | Windows Metafile                            | Formato nativo do Microsoft Windows para armazenar imagens. |
| .xar       | ?                              | vector          | Xar                                         | Formato nativo do programa Xara X e da sua última versão, o Xara Xtreme. |
| .xbm       | image/x-xbitmap                | raster          | X BitMap                                    | Usado quase que exclusivamente em plataformas UNIX com o Sistema X Window e suportado pela maioria dos navegadores. Um arquivo ASCII que não usa compressão, designado de modo que arquivos estejam em sintaxe C(++) para que imagens possam ser incluídas no código fonte. |
| .xcf       | application /x-gimp-image      | raster          | eXperimental Computing Facility             | Formato nativo do GIMP. Possui muitos recursos extras como imagem em camadas (layers). Usado principalmente no GIMP, porém também suportado pelo ImageMagick. |
| .xpm       | image/x-xpm                    | raster          | X-Pixmap                                    | Usado quase que exclusivamente em plataformas UNIX com o Sistema X Window. Um arquivo ASCII que não usa compressão, designado de modo que arquivos estejam em sintaxe C(++) para que imagens possam ser incluídas no código fonte. |